# 日知会
日知会（にっちかい）は清末の革命団体。1906年初に旧科学補学所の劉静庵により設立された。
劉静庵は米国聖公会の牧師である胡蘭亭と交友があった関係で、同公会の運営する文華書院の国文教員となり、並びに校内の閲覧室に日知会の革命関連書籍を陳列、毎週日曜日に講演会を行い革命思想の宣伝と運動化の連絡に当った。科学補習所のメンバー以外に新メンバーを獲得し、日知会は革命団体へと成長していった。
まもなく東京の中国同盟会本部より余誠が武昌に派遣され同盟会湖北分会会長に就任、劉静庵も同盟会へ参加し日知会による革命運動が展開された。武昌司衙巷の日知会本部は同盟会湖北分会の機関となり、劉静庵は総幹事に任命された。1906年冬に萍瀏醴起義が計画され、孫文は胡瑛、朱子劉、梁鍾漢を武漢に派遣し、日知会勢力の呼応を計画したが、情報が清朝当局に漏れ劉静庵、胡瑛、朱子龍、梁鍾漢、李亜東、張難先、季雨霖、呉貢三、殷子衡等は湖広総督張之洞により逮捕された（丙午日知会謀反案）。これにより日知会の活動は終焉した。武昌起義直前の1911年6月12日、劉静庵は獄中の拷問により36歳で死去している。